# 이근형 (축구 선수)
이근형(李, 2006년 5월 22일 ~ )는 대한민국의 축구 선수로, 포지션은 골키퍼이다. 현재 J1리그 가와사키 프론탈레 소속이다.